# Джош Макекран
Джошуа „Джош“ Марк Макекран (на английски: Joshua Mark "Josh" McEachran) е английски футболист роден на 1 март 1993 г. в Оксфорд, Англия, който играе в Челси като атакуващ полузащитник.

## Клубна кариера

### Челси
Джош пристига в Челси само на 8 години. Той прави дебюта си за първия отбор на 15 септември 2010 срещу Жилина като смяна. Така той става първия играч взел участие в Шампионска лига роден след нейното създаване (25 ноември 1992 г.). На 25 септември той прави дебюта си и в Премиър Лийг в мача срещу Манчестър Сити загубен с 0-1. След този мач Карло Анчелоти го пуска като титуляр във втория мач срещу Жилина. След това той взима участие и в други мачове от Шампионска лига и получава много възторжени коментари за неговата игра.

## Национална кариера
Джош взима участие за отбора на Англия (до 17 г.) в Европейското първенство за младежи.
След добрата си игра, взима участие за отбора на Англия до 19 години, а по-късно е извикан и в отбора до 21 години.

## Статистика
| Клуб           | Сезон          | Първенство | Първенство | Купа   | Купа   | Европа | Европа | Общо   | Общо   |
| Клуб           | Сезон          | Мачове     | Голове     | Мачове | Голове | Мачове | Голове | Мачове | Голове |
| -------------- | -------------- | ---------- | ---------- | ------ | ------ | ------ | ------ | ------ | ------ |
| Челси          | 2010/11        | 9          | 0          | 2      | 0      | 6      | 0      | 17     | 0      |
| Челси          | 2011/12        | 0          | 0          | 0      | 0      | 0      | 0      | 0      | 0      |
| Кариера (общо) | Кариера (общо) | 9          | 0          | 2      | 0      | 6      | 0      | 17     | 0      |